# Александровка (Псковский район)
Александровка — деревня в Карамышевской волости Псковского района Псковской области России.
Расположена на левом берегу реки Черёха, в 14 км к юго-востоку от села Карамышево и в 44 км к востоку от центра города Пскова.
Численность населения деревни по состоянию на 2000 год составляла 15 человек.
До 1 января 2010 года деревня входила в состав ныне упразднённой Осиновичской волости.